# Charles Abi
Charles Abi (Clermont-Ferrand, 12 april 2000) is een Frans voetballer die speelt als aanvaller voor de Franse club AS Saint-Étienne.

## Carrière
Abi speelde voor verschillende Franse jeugdteams waaronder die van AS Saint-Étienne. Voor die club maakte Abi zijn debuut in 2019 in het 1-1 gelijkspel tegen OGC Nice. In 2021 volgde een uitleenbeurt naar EA Guingamp.

## Statistieken
| Seizoen         | Club             | Land               | Competitie      | Competitie | Competitie | Beker | Beker | Europees | Europees | Totaal | Totaal |
| Seizoen         | Club             | Land               | Competitie      | Wed.       | Dlp.       | Wed.  | Dlp.  | Wed.     | Dlp.     | Wed.   | Dlp.   |
| --------------- | ---------------- | ------------------ | --------------- | ---------- | ---------- | ----- | ----- | -------- | -------- | ------ | ------ |
| 2018/19         | AS Saint-Étienne | Vlag van Frankrijk | Ligue 1         | 3          | 0          | 0     | 0     | ―        | ―        | 3      | 0      |
| 2019/20         | AS Saint-Étienne | Vlag van Frankrijk | Ligue 1         | 15         | 0          | 4     | 1     | 2        | 0        | 21     | 1      |
| 2020/21         | AS Saint-Étienne | Vlag van Frankrijk | Ligue 1         | 24         | 3          | 1     | 0     | ―        | ―        | 25     | 3      |
| 2021/22         | AS Saint-Étienne | Vlag van Frankrijk | Ligue 1         | 1          | 0          | 0     | 0     | 0        | 0        | 1      | 0      |
| 2021/22         | → EA Guingamp    | Vlag van Frankrijk | Ligue 2         | 18         | 1          | 2     | 2     | ―        | ―        | 20     | 3      |
| Carrière totaal | Carrière totaal  | Carrière totaal    | Carrière totaal | 61         | 4          | 7     | 3     | 2        | 0        | 70     | 7      |

1 Maubleu ·
3 Nadé ·
4 Ekwah ·
5 Abdelhamid ·
6 Bouchouari ·
7 Monconduit ·
8 Appiah ·
9 Sissoko ·
10 Tardieu ·
11 Old ·
14 Mouton ·
16 Fall ·
17 Cornud ·
18 Cafaro ·
19 Pétrot ·
20 Boakye ·
21 Batubinsika ·
22 Davitasjvili ·
23 Briançon  ·
25 Wadji ·
26 Fomba ·
27 Maçon ·
28 Miladinović ·
29 Moueffek ·
30 Larsonneur ·
32 Stassin ·
Coach: Dall'Oglio